# New world live
New world live is het eerste livealbum van Dave Kerzner.
Kerzner kreeg binnen de progressieve rock goede recensies voor zijn debuutalbum New world. Dat album kreeg al snel een vervolg in dit livealbum, waarop opnamen zijn te horen van concerten gegeven in Miami (2015: SFRS) en Zoetermeer (2016: Cultuurpodium Boerderij). 

## Musici

### Zoetermeer
- Dave Kerzner – zang, toetsinstrumenten, gitaar
- Fernando Perdomo – gitaar, zang
- Durga McBroom – zang
- Stuart Fletcher – basgitaar
- Alex Cromarty – drumstel

### Miami
Deze samenstelling is te horen op Solitude, New world en Redemption:
- Dave Kerzner – zang, toetsinstrumenten, gitaar
- Fernando Perdomo – gitaar, zang
- Durga McBroom, Lorelei McBroom – zang
- Randy McStine – gitaar, basgitaar
- Matt Dorsey  - basgitaar, gitaar, toetsinstrumenten
- Derek Cintron - drumstel

## Muziek
| Nr. | Titel             | Duur  |
| --- | ----------------- | ----- |
| 1.  | Stranded          | 9:49  |
| 2.  | Into the sun      | 8:50  |
| 3.  | The lie           | 4:41  |
| 4.  | Under control     | 6:21  |
| 5.  | Crossing of fates | 4:09  |
| 6.  | My old friend     | 5:16  |
| 7.  | Ocean of stars    | 6:31  |
| 8.  | Solitude          | 3:05  |
| 9.  | Nothing           | 6:12  |
| 10. | New world         | 6:35  |
| 11. | Redemption        | 16:02 |

Alle tracks geschreven door Dave Kerzner, behalve Redemption door Dave Kerzner en Francis Dunnery van It Bites en Nothing door Kerzner en Perdomo.
| Nr. | Titel                                                                          | Duur |
| --- | ------------------------------------------------------------------------------ | ---- |
| 1.  | Paranoia                                                                       | 7:01 |
| 2.  | Lucky Man (cover van nummer van Emerson, Lake & Palmer)                        | 5:53 |
| 3.  | The field                                                                      | 3:41 |
| 4.  | The Great Gig in the Sky (cover van nummer van Pink Floyd; solo Durga McBroom) | 5:28 |
| 5.  | Mobius slip (part 3)                                                           | 2:04 |
| 6.  | Omega point                                                                    | 3:23 |
| 7.  | Not coming down                                                                | 3:43 |

De laatste drie tracks zijn live-opnamen van Sound of Contact.